# Кіт Мітчелл
Кіт Клодіус Мітчелл (12 листопада 1946 , Парафія Сент-Джорджd ) — політичний діяч Гренади, прем'єр-міністр Гренади в 1995—2008 та 2013—2022 рр.
Очільник Нової національної партії.

## Життєпис

### Кар'єра у США
Народився 12 листопада 1946 у столиці англійського колоніального острова Гренада Сент-Джорджесі. Після закінчення Університету Вест-Індії працював у США, у Вашингтоні в Американському та Говардському університетах, де він не лише викладав, але й підвищував свою кваліфікацію, захистивши докторську дисертацію. На острів повернувся після ліквідації комуністичного режиму наприкінці 1983 року.

### На батьківщині
Після повернення до Гренади займався не лише викладацькою діяльністю, але й суспільною роботою. Після ліквідації однопартійної системи необхідно було реконструювати весь політичний лад. З 1988 до 1989 року Мітчелл працював в уряді міністром зв'язку. Маючи певні знайомства в інших країнах та популярність у своїй, Мітчелл пішов на такий крок, як створення нової партії. Партійне будівництво було завершено на початку 90-их років XX століття.

### Лідер партії
За незначний проміжок часу після перемоги на парламентських виборах 1994 його Нової національної партії Мітчелл з 22 червня 1995 очолив уряд, замінивши на посаді прем'єр-міністра Джорджа Брізана. Цю посаду він обіймав до 9 липня 2008, при цьому його партія здобувала перемогу на виборах також 1999, виборовши всі місця в парламенті, та 2003 з незначною перевагою.
За 13 років вийшов в опозицію. 2008 року, програвши парламентські вибори, поступився постом прем'єр-міністра Тіллману Томасу.
Однак на парламентських виборах 2013 Нова національна партія здобула всі місця в парламенті Гренади, й Кіт Мітчелл удруге став прем'єр-міністром країни.
У червні 2022 року Мітчелл оголосив дострокові парламентські вибори. Його Нова національна партія зазнала поразки від Національного демократичного конгресу (NDC) під орудою Дікона Мітчелла, здобувши лише 6 місць проти 9 від NDC.

Згодом Мітчелл став лідером опозиції.

## Родина
Одружений з жінкою на ім'я Маріета. Мають сина.